# Machadocara dubia
Machadocara dubia är en spindelart som beskrevs av Miller 1970. Machadocara dubia ingår i släktet Machadocara och familjen täckvävarspindlar.
Artens utbredningsområde är Kongo. Inga underarter finns listade i Catalogue of Life.